# 云南醉鱼草
云南醉鱼草（学名：Buddleja yunnanensis）为玄参科醉鱼草属的植物，为中国的特有植物。分布在中国大陆的云南等地，生长于海拔1,000米至2,500米的地区，多生在山地林缘及山坡灌木丛中，目前尚未由人工引种栽培。
其种加词 yunnanensis 意为“云南的”。

## 别名
滇醉鱼草（西双版纳植物名录） 猫屎树（云南）